# Šeš II.
Šeš II. je bila egipatska kraljica supruga iz 1. dinastije. 

## Životopis
Šeš, kćer Horusa-Ahe i Hent I., sestra Džera i Herneit, bila je nazvana po svojoj prabaki Šeš I., Narmerovoj majci. Udala se za svog brata, kao i Herneit. Šešin nećak Džet je bio novi faraon nakon Džera.